# Tatiana Nascimento
Tatiana Nascimento dos Santos, también conocida como Tatiana Nascimento, (Brasilia, 1981) es una poeta, slammer, cantante y compositora brasileña negra, que escribe, investiga y publica libros de autoras negras y LGBT. Es cofundadora de la editorial padê. Su libro lundu, fue una de las publicaciones seleccionadas por el Proyecto Nacional Mujeres Lectoras en la categoría Mejores Libros de 2016.
El uso de minúsculas en la grafía de su nombre así como en su escritura es inspirado por el trabajo de bell hooks y tânia navarro swain, con el objetivo de usar "ese mismo grafismo como propuesta de anti-jerarquización de saberes”.

## Trayectoria
Tatiana Nascimiento nació en 1981 en Brasilia. Es licenciada en letras portuguesas por la Universidad de Brasilia (UnB). En 2014, se doctoró en estudios de la traducción por la Universidad Federal de Santa Catarina (UFSC), con la tesis Letramento y traducción en el espejo de Oxum: teoría lésbica negra en auto/re/conocimientos, bajo la dirección de Luciana Rassier. En 2015, cofundó con Bárbara Ismênia la editorial padê, un colectivo editorial dedicado a la publicación de libros artesanales de autoras negras, periféricas, lésbicas, travestis, trans y bisexualidad.
También desde 2015, Nascimiento produjo el Slam de las Minas DF, en Brasilia, la primera batalla de poesía hablada exclusiva para mujeres y lésbicas en Brasil, que se hizo también un movimiento activista. En 2017, cofundó la Palabra Negra, Muestra Nacional de Autoras Negras, que realiza anualmente. Esta muestra surgió de una invitación de la cantante bahiana Luedji Luna. La primera edición, en Salvador (Bahía), tuvo una participación de 300 personas en los tres días de programación. La segunda edición, en 2018 tuvo lugar en el Festival Latinidades, en Brasilia, con la participación de Kati Souto, Nina Ferreira y Jorge Maravilla.
En 2018, coordinó el taller de poesía LGBT Del deber de sufrir, al derecho de soñar, en el Taller Cultural Oswald de Andrade en São Paulo, como laboratorio de lectura y producción de texto a partir de las existencias negras y disidentes. También ese año, Nascimiento fue invitada por la Embajada de Suecia en Brasil y por la ONU Mujeres para presentar la ceremonia de apertura de la exposición “Padres presentes: la paternidad activa en Suecia y en Brasil”, realizada en el ámbito de la iniciativa ElesPorElas HeForShe. El evento contó con la presencia de representantes del Gobierno Federal (Brasil), del Metro de Brasilia, de la ONU Mujeres y de la Embajada de Suecia.
Además es profesora del curso “Privilegio blanco: ¿una cuestión feminista?”.

## Reconocimientos
Lundu fue seleccionado por el Proyecto Nacional Lea Mujeres en la categoría Mejores Libros de 2016. En diciembre de 2017 fue Libro del Mes en la edición de Leyendo Mujeres Negras, en Brasilia, y el año siguiente, en 2018, en la edición de Salvador.
Los libros de poesía, lundu y mil994, aparecen como una referencia en The Art of Brasilia: 2000-2019, Springer International Publishing, de Sophia Beal.

## Obra
Nacimiento compuso el rango Iodo+Now Frágil de Un cuerpo en el mundo, disco de Luedji Luna. En 2018, publicó en la Revista Observatorio Itaú Cultural, número 24, juntamente con Carlos Gomes, Consuelo Bassanesi, Denise Stoklos, Lucina Jiménez López, Chico Pelúcio, Guti Fraga, Ana Mae Barbosa, Alcione Araújo, Ricardo Dal Farra, Kiko Dinucci, Benjamim Taubkin, Maria Vlachou, German Ray, Claudio di Girólamo.

### Poesía
- lundu, Brasilia: Padê Editorial, 3ª edición, 2016
- esbozo, Brasilia: Padê editorial, 2016
- mil994, Brasilia: Padê Editorial, 2018
- Un ebó de boca y otros [silencios], Goiânia: Martillo Casa Editorial, 2019
- 07 notas sobre el apocalipse, o, poemas para el fin del mundo, Garupa y Kza1 ediciones, 2019

### Cuentos
- Tres tigres tortas, Goiânia: Martillo Casa Editorial, 2019

### Ensayo
- lleve su culpa blanca para terapia, Brasilia: Padê Editorial, 2019
- uno soplo de vida en medio de la muerte, Juez de Fuera: macondo editora, 2019
- cuírlombismo literario: poesía negra lgbtqi desorbitando el paradigma del dolor, n-1 ediciones, 2019
- Pero como toda a opressão está conectada? in Patrícia Lessa, Dolores Galindo (orgs.), Relaciones multi especies en red: feminismos, animalismos y veganismo [en línea], Maringá: Eduem, 2017